# Iraúna-grande
Vaqueiro-gigante ou iraúna-grande (Molothrus oryzivorus) é uma ave passeriforme da família Icteridae, campestre, que ocorre do México à Bolívia e Argentina e em grande parte do Brasil, especialmente no Nordeste, do Canindé onde é mais conhecido por graúna. Na região salineira do Rio Grande do Norte, também é chamada de selacordo, pelo hábito de se presentear com a ave quando se firma um contrato informal.

## Etimologia
Iraúna e graúna vêm de uiraúna (em nheengatu) ou gûyrauna (em tupi), e significam "pássaro preto", através da junção das palavras uirá/gûyrá (pássaro) e o adjetivo [pix]una/[s]un[a] (preto).

## Descrição
Tal ave possui grande porte, medindo até 35 cm de comprimento, com plumagem negra brilhante, penas do pescoço alongadas formando uma gola, bico negro, íris castanha, verde ou esbranquiçada e cauda comprida. Seu canto é encantador, vibrante e, nas manhãs ou tardes de inverno, torna-se mais intenso.

## Na cultura popular
É conhecida pela referência feita pelo escritor cearense José de Alencar, em Iracema, no qual ele diz que a cor dos cabelos da índia que dá título ao livro é "negra como a asa da graúna". O cartunista Henfil também deu fama ao pássaro através de um de seus personagens, a Graúna.